# Liste der Kulturdenkmale in Dänischenhagen
In der Liste der Kulturdenkmale in Dänischenhagen sind alle Kulturdenkmale der schleswig-holsteinischen Gemeinde Dänischenhagen (Kreis Rendsburg-Eckernförde) und ihrer Ortsteile aufgelistet (Stand: 14. April 2025).
Die Bodendenkmale sind in der Liste der Bodendenkmale in Dänischenhagen aufgeführt.

## Legende
In den Spalten befinden sich folgende Informationen:
- Objekt-ID: die Nummer des Kulturdenkmales
- Lage: die Adresse des Kulturdenkmales und die geographischen Koordinaten. Kartenansicht, um Koordinaten zu setzen. In der Kartenansicht sind Kulturdenkmale ohne Koordinaten mit einem roten Marker dargestellt und können in der Karte gesetzt werden. Kulturdenkmale ohne Bild sind mit einem blauen Marker gekennzeichnet, Kulturdenkmale mit Bild mit einem grünen Marker.
- Offizielle Bezeichnung: Bezeichnung des Kulturdenkmales
- Beschreibung: die Beschreibung des Kulturdenkmales
- Bild: ein Bild des Kulturdenkmales

## Sachgesamtheiten
| Objekt-ID      | Lage                                        | Offizielle Bezeichnung                                                                                            | Beschreibung | Bild                             |
| -------------- | ------------------------------------------- | --- | --- | -------------------------------- |
| 50159 Wikidata | (54° 25′ 35″ N, 10° 5′ 17″ O)               | Gut Kaltenhof | Adliges Gut Kaltenhof; heutige Anlage im Wesentlichen aus der 2. Hälfte d. 19. Jh., im Ursprung deutlich älter; Herrenhaus in spätklassizistischen Formen von 1867 mit umgebendem Gutspark mit Großgehölzen und Teichen sowie einer zweigeteilten Zufahrtsallee aus Linden - Begründung: geschichtlich, künstlerisch, Kulturlandschaft prägend - Schutzumfang: Herrenhaus, Gutspark mit Zufahrtsallee und Teiche | Fotos hochladen                  |
| 40876 Wikidata | Kirchenstraße (54° 25′ 24″ N, 10° 7′ 36″ O) | Kirche mit Ausstattung, Kirchhof, Grabmale bis 1870, Lindenkranz, Feldsteinwall/-mauer, Mausoleum von Hildebrandt | Aktualisierung vorgesehen - Begründung: geschichtlich, künstlerisch, städtebaulich, Kulturlandschaft prägend - Schutzumfang: Kirche mit Ausstattung, Kirchhof, Grabmale bis 1870, Lindenkranz, Feldsteinwall/-mauer, Mausoleum von Hildebrandt | weitere Fotos \| Fotos hochladen |

## Bauliche Anlagen
| Objekt-ID     | Lage                                                  | Offizielle Bezeichnung    | Beschreibung | Bild                             |
| ------------- | ----------------------------------------------------- | ------------------------- | --- | -------------------------------- |
| 8154 Wikidata | Am Speelplatz 6 (54° 26′ 26″ N, 10° 7′ 46″ O)         | Rauchkate                 | Alteintragung (Aktualisierung vorgesehen) - Begründung: Alteintragung (Aktualisierung vorgesehen) - Schutzumfang: Alteintragung (Aktualisierung vorgesehen) - Denkmaltyp: Bauliche Anlage | BW                               |
| 896 Wikidata  | Gettorfer Landstraße 30 (54° 25′ 35″ N, 10° 5′ 16″ O) | Gut Kaltenhof: Herrenhaus | Herrenhaus Gut Kaltenhof; 1867; zweigeschossiger Ziegelbau in spätklassizistischen Formen, sehr flaches Walmdach, kräftig gegliederte Fassade mit Mittel- und Seitenrisaliten, aufgeputzte Lisenen, Pilaster, Gesimse und Fensterrahmungen in kräftigem Farbkontrast zum steinsichtigen roten Mauerwerk - Begründung: geschichtlich, künstlerisch, Kulturlandschaft prägend - Schutzumfang: gesamtes Objekt - Denkmaltyp: Bauliche Anlage, Sachgesamtheit: Gut Kaltenhof | Fotos hochladen                  |
| 3994 Wikidata | Kirchenstraße (54° 25′ 24″ N, 10° 7′ 36″ O)           | Kirche mit Ausstattung    | Alteintragung (Aktualisierung vorgesehen) - Begründung: geschichtlich, künstlerisch, städtebaulich - Schutzumfang: gesamtes Objekt - Denkmaltyp: Bauliche Anlage, Sachgesamtheit: Kirche Dänischenhagen | weitere Fotos \| Fotos hochladen |
| 3988 Wikidata | Kirchenstraße (54° 25′ 23″ N, 10° 7′ 32″ O)           | Mausoleum von Hildebrandt | Alteintragung (Aktualisierung vorgesehen) - Begründung: geschichtlich - Schutzumfang: Alteintragung (Aktualisierung vorgesehen) - Denkmaltyp: Bauliche Anlage, Sachgesamtheit: Kirche Dänischenhagen | Fotos hochladen                  |
| 1666 Wikidata | Kirchenstraße 2 (54° 25′ 28″ N, 10° 7′ 38″ O)         | Ehem. Roßmühle            | Alteintragung (Aktualisierung vorgesehen) - Begründung: geschichtlich, städtebaulich - Schutzumfang: gesamtes Äußeres - Denkmaltyp: Bauliche Anlage | Fotos hochladen                  |
| 1667 Wikidata | Mühlenstraße 1 (54° 25′ 28″ N, 10° 7′ 41″ O)          | Gasthof Zur Eiche         | Gastwirtschaft; 2. Hälfte 18. Jh.; stattlicher eingeschossiger Backsteinbau mit Halbwalmdach und Frontgiebel über dreiachsigem Zwerchhaus, mit späterem Saalanbau und zwei Hauslinden - Begründung: geschichtlich, städtebaulich - Schutzumfang: Gasthof Zur Eiche, zwei Hauslinden - Denkmaltyp: Bauliche Anlage | Fotos hochladen                  |
| 9271 Wikidata | Reetbrook 2 (54° 26′ 49″ N, 10° 8′ 32″ O)             | ehem. Rauchkate           | Alteintragung (Aktualisierung vorgesehen) - Begründung: geschichtlich, städtebaulich - Schutzumfang: gesamtes Objekt - Denkmaltyp: Bauliche Anlage | Fotos hochladen                  |

## Gründenkmale
| Objekt-ID      | Lage                                                  | Offizielle Bezeichnung | Beschreibung | Bild                             |
| -------------- | ----------------------------------------------------- | ---------------------- | --- | -------------------------------- |
| 12269          | Gettorfer Landstraße 30 (54° 25′ 35″ N, 10° 5′ 17″ O) | Gutspark               | Park zum Gut Kaltenhof; um 1867 im Zusammenhang mit der Errichtung des neuen Herrenhauses angelegt; mit Großgehölzen, Teichen und zweigeteilter Zufahrtsallee aus Linden, der südliche Bereich als kleiner Landschaftspark gestaltet - Begründung: geschichtlich, Kulturlandschaft prägend - Schutzumfang: Gutspark, Zufahrtsallee, Teiche im Park - Denkmaltyp: Gründenkmal, Sachgesamtheit: Gut Kaltenhof | BW                               |
| 22928 Wikidata | Kirchenstraße (54° 25′ 24″ N, 10° 7′ 34″ O)           | Kirchhof               | Alteintragung (Aktualisierung vorgesehen) - Begründung: geschichtlich, Kulturlandschaft prägend - Schutzumfang: Kirchhof, Grabmale bis 1870, Lindenkranz, Feldsteinwall/-mauer - Denkmaltyp: Gründenkmal, Sachgesamtheit: Kirche Dänischenhagen | weitere Fotos \| Fotos hochladen |
| 50346          | Mühlenstraße (54° 25′ 28″ N, 10° 7′ 39″ O)            | Friedenseiche          | Friedenseiche mit Gedenkstein von 1871 zum Ende des DeutschFranzösischen Krieges - Begründung: geschichtlich, wissenschaftlich, städtebaulich - Schutzumfang: Friedenseiche, Gedenkstein - Denkmaltyp: Gründenkmal | BW                               |

## Quelle
- Liste der Kulturdenkmale in Schleswig-Holstein – Kreis Rendsburg-Eckernförde

- Karte mit allen Koordinaten:
- OSM |
- WikiMap